# Didrik Slagheck
Didrik Slagheck, även Didrik Slaghök eller Didrik Slaghöök (danska: Didrik Slaghøk), död 24 januari 1522, var en dansk präst, biskop i Skara 1520–1521 och ärkebiskop i Lund från 1521 till sin död. Han blev utpekad som aktivt medverkande till Stockholms blodbad.

## Biografi
Slagheck föddes som oäkta son till en westfalisk präst och tyckes tidigt ha varit anställd i det påvliga kansliet. Han kom till Norge 1510 och blev snart mycket uppskattad av både Kristian II och dennes rådgiverska, Sigbrit. Efter att ha befunnit sig i något land utanför Norden återkom han 1517 som medhjälpare åt påvens sändebud, avlatskrämaren Arcimboldus. Denne missbrukade snart kungens förtroende och lät sig i stället mutas av Sten Sture den yngre. Didrik Slagheck informerade kung Kristian om detta och skickades därpå till Rom för att rapportera om Arcimboldus svek.
1520 följde han unionskungen till Stockholm och ska ha varit inspiratör till de hårda domarna vid Stockholms blodbad. Slagheck blev strax efter händelsen utnämnd till biskop i Skara stift efter den avrättade biskop Vincent. Han var sedan en av de tre styresmän, som Kristian kvarlämnade i Sverige. Didrik Slagheck var illa omtyckt i Sverige och gjorde sig även ovän med de övriga styresmännen. På hösten 1521 återvände han till Danmark för att av Kristian II utnämnas till ärkebiskop i Lund. Den tjänsten var inte långvarig, för påven Leo X hade upprörts över att två biskopar halshuggits i Stockholm. Kungen gav hela skulden till Didrik Slagheck och såg till att han dömdes till döden.
När han stod med repet om halsen ändrades hans straff till att brännas levande, vilket också skedde den 24 januari 1522 på Gammeltorv i Köpenhamn.